# 동성애
동성애(同性愛, 영어: homosexuality)는 생물학적 또는 사회적으로 같은 성별을 지닌 사람들 간의 감정적, 성적 끌림 혹은 성적 행위를 뜻한다. 일반적으로 게이는 남성 동성애자, 레즈비언은 여성 동성애자를 일컫는다.
동성애는 사람뿐만 아니라 1,500종이 넘는 동물 종에서 발견되었으며 기록으로 남아 있다.
동성애는 인류의 시작부터 존재해왔으나, 최근 동성애와 관련한 담론을 형성하는 정치적인 환경이 조성됨과 더불어, 인구조사로 동성애라는 개념이 더욱 가시화됐다.
동성애에 대한 사회적 인식은 시대와 문화에 따라 달라지며 존경받거나 또는 비난받기도 했다.
19세기 말부터 동성애자의 가시화, 인정 및 법적 권리를 향한 전 세계적인 변화가 생기기 시작했다. 이러한 동성애 권리 운동에는 동성 결혼 및 시민 결합, 또는 차별 없는 입양, 고용, 군 복무, 의료 서비스뿐만 아니라 청소년 동성애자들을 보호하기 위한 집단 괴롭힘 방지, 전환 치료 금지 입법 등이 있다.
개인이 특정한 성적 지향으로 발달하게 되는 이유는 아직 과학자들 사이에서 합의를 이루지 못했다. 그러나 전문가들은 그 이유를 유전자, 초기 자궁 내 환경, 또는 그 둘의 조합으로 설명되는 생물학적인 이론에서 찾는다.
부모의 육아 방식이나 유아 때의 경험이 성적 지향에 영향을 준다는 충분한 근거는 존재하지 않는다. 가족 환경은 동성애 행동에 있어서 남성에게는 전혀 영향을 주지 않았고 여성에게는 미세한 영향만을 주었다.
동성애가 "자연스럽지 않다"거나 "문제가 있다"는 견해를 갖고 있는 사람도 있지만,
연구 결과, 동성애는 정상적이며 자연스러운 차이점일 뿐 부정적인 심리의 원인이 되지 않는다는 것이 밝혀졌다.
또한 동성애 관계는 심리학적인 측면에서 이성애 관계와 동등하다. 대부분의 사람들은 스스로 성적 지향을 '선택'하지 않으며, 타인이 개입해서 성적 지향을 바꿀 수 있다는 증거는 충분하지 않다.

## 역사

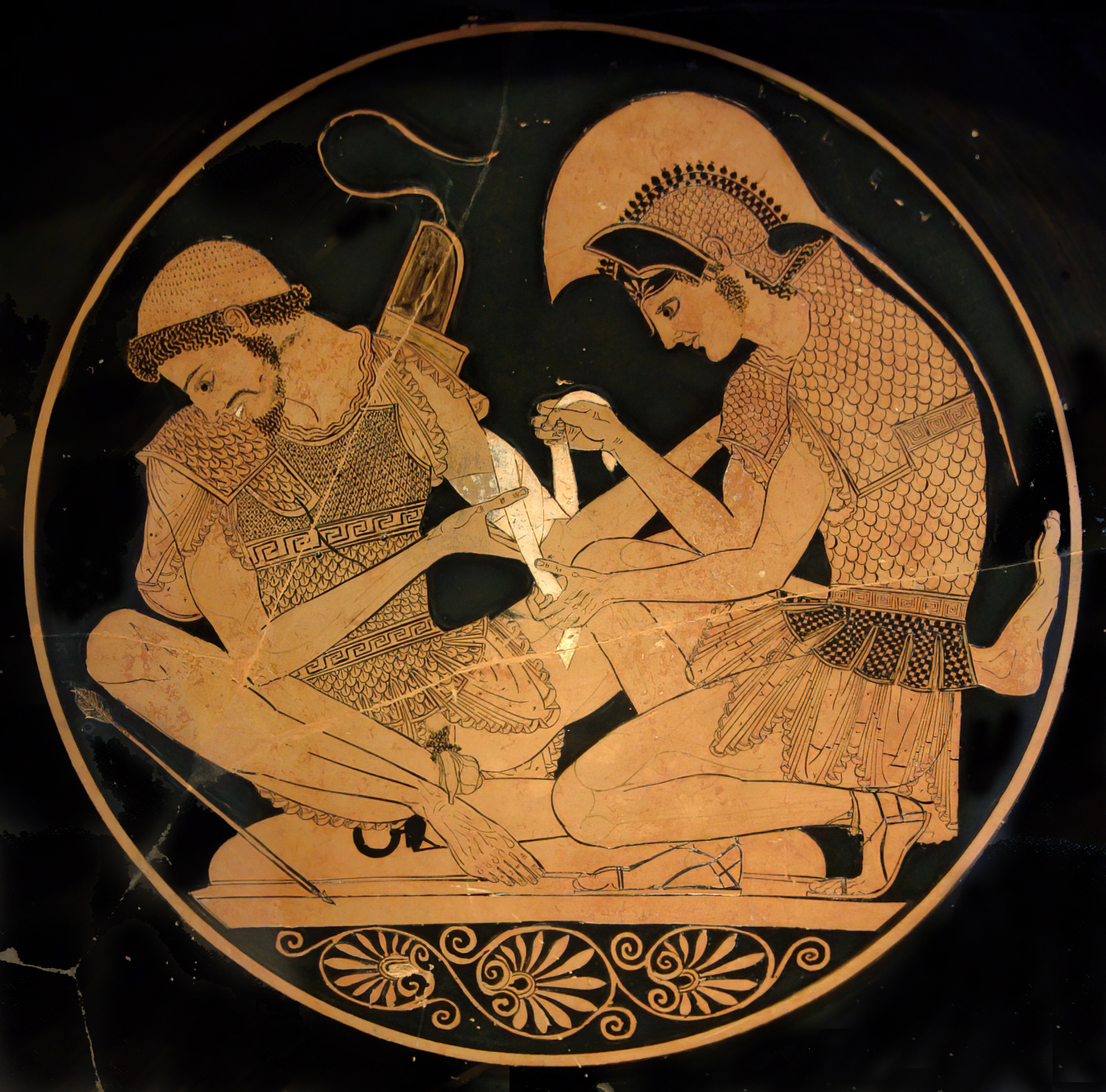
아킬레우스가 파트로클로스의 팔에 붕대를 감아주고 있는 도자기 그림.

### 고대
고대 시대의 도자기 파편에는 이성애를 다루는 그림뿐만 아니라 동성애를 다루는 그림들도 자주 발견되어왔다. 기원전 2400년경 고대 이집트의 5대 왕조 시대에 지어진 한 무덤에서는 두 남성의 성적 행위가 표현되어 있는 도편이 발견되었는데,
무덤의 주인인 두 남성, 크눔호텝과 니안크크눔이 서로의 코를 맞대고 마주보고 있는 벽화도 함께 그려져 있다. 이집트 중왕국 시대의 전승 이야기인 《네페르카레 왕과 사세넷 장군》도 파라오와 장군 사이의 동성애적 관계가 중심을 이루고 있다. 이 이야기는 동성애자였을 것으로 추측되는 실제 파라오 페피 2세의 이야기를 각색한 것으로 보인다.
아시리아에서는 동성애가 보편적이였으며 금지되거나 비도덕적인 것으로 치부되지 않았다. 오히려, 아시리아의 종교 경전에서는 동성애 관계를 축복하고 있다.
《주문역서》에서는 신자들이 여성과 남성, 여성과 여성, 남성과 남성 간의 대등한 관계를 청하는 내용을 담고 있다.
고대 그리스에서는 성인과 소년 간의 동성애, 즉 '그리스식 동성애'(Greek love)가 일반적인 사회 현상이었다. 이는 예술품이나 저작 활동, 신화에도 많은 영향을 끼쳤고, 성관계 대상의 동성·이성 여부보다는 성관계에서의 나이, 사회적 지위에 따른 적극성 여부를 중요하게 여겼다. 그리스 신화에서 제우스와 가니메데스의 유명한 일화는 고대 그리스·로마의 전형적인 동성애 관계에 가까웠고, 후대에 일종의 문화적 상징으로 자리잡았다. 기원전 5세기경 플라톤의 저서 《향연》은 소크라테스의 동성애에 대해 언급하고 있다.
기원전 8세기경 호메로스의 작품으로 알려진 서사시 《일리아드》에 등장하는 아킬레우스와 파트로클로스는 현재까지도 동성애 논란이 지속되는 인물들 중 하나이다. 이 두 인물의 관계는 시의 내용 자체로 보았을 때는 유추하기 어렵지만, 고대의 작가들은 두 성인 남성의 동성애 관계로 생각하고 글을 쓰기도 했다.
| “ | 가장 사랑하는 친구 파트로클로스가 비명에 죽었는데, 이 세상의 무엇이 제게 기쁨을 주겠습니까? 제 모든 백성 중에 그를, 그 친구를, 저는 가장 존경했으며, 제 몸처럼 사랑했습니다. 그런 친구를 잃었습니다! | ” |
|   | — 호메로스, 일리아드 제 18권 |   |

고서에서의 두 남성간의 동성애적 관계는 호메로스의 작품뿐만 아니라 다른 여러 문서에서도 등장하는데, 몇몇 학자들은 길가메시 서사시와 다윗과 요나단이 등장하는 성경을 예시로 들기도 한다. 길가메시 서사시에는 주인공인 길가메시와 다른 등장인물인 엔키두 사이가 동성애적 관계로 보이는 여러 행동들이 묘사되어 있다.
성경 속에서 다윗은 요나단을 '여성보다 더 위대한 사랑'이라고 지칭하고 있다.

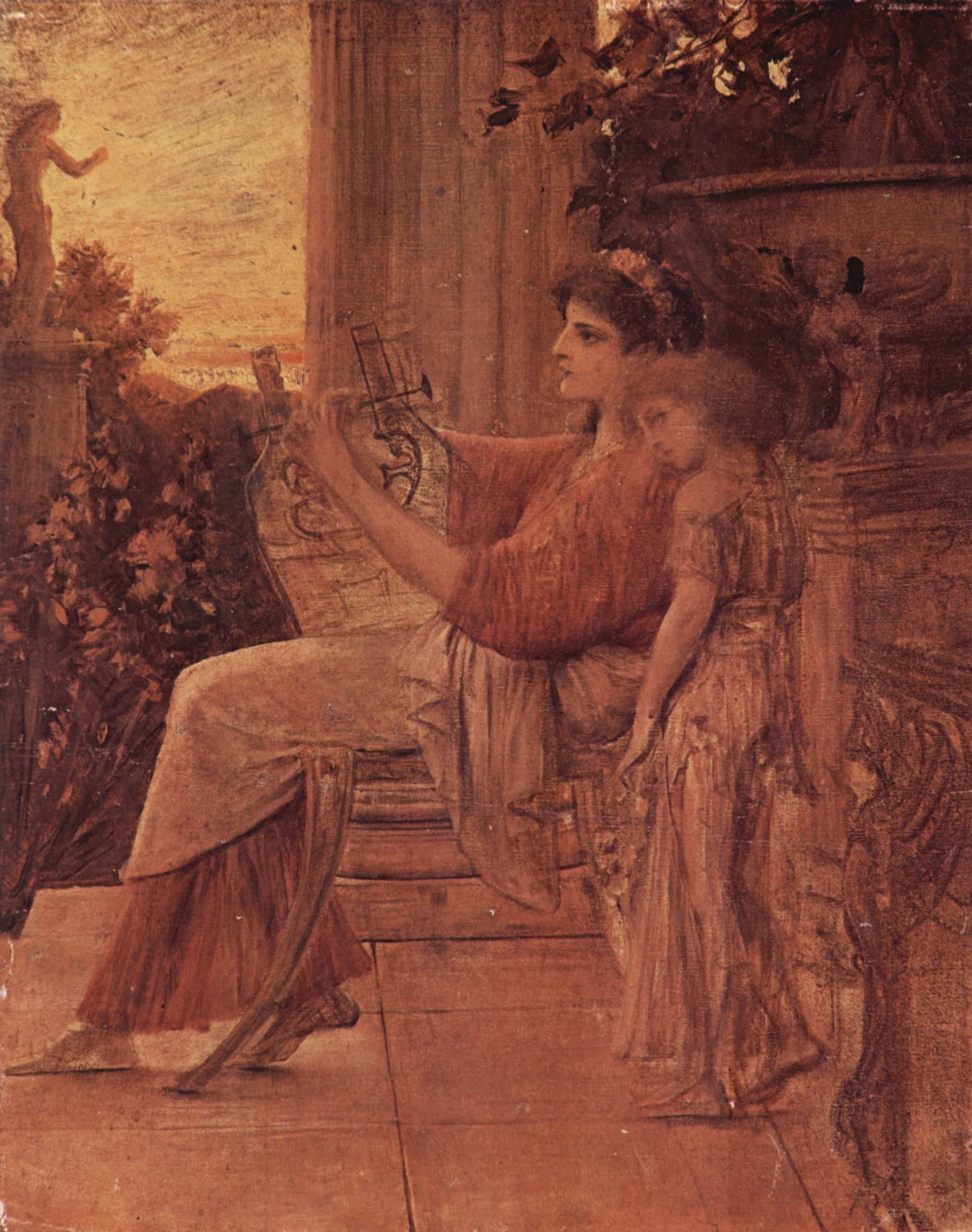
구스타브 클림트가 그린 사포

기원전 7세기경의 시인 사포는 에게해에 위치한 레스보스 섬에서 생활하며 여성을 위한 학문과 예술 교육에 앞장섰다고 알려져 있다. 사포 본인이 동성애자였는지는 알려지지 않고 있다. 하지만 사포는 당시 남성의 전유물로 여겨졌던 학파의 결성을 여성에게 전파했고, 이를 통해 당시 사회에 많은 파장을 주었다고 전해진다. 이때부터 학문 공동체에 소속된 여성들을 섬의 이름을 따 레즈비언이라 부르게 되었다. 이는 시간이 흐르면서 여성 학문 공동체의 부분적인 특징인 여성 동성애자를 지칭하는 말로 점차 의미가 변하게 된다.
고대 로마에서는 고대 그리스와 같은 소년과 성인 남성 간의 동성애에 대해 특별한 탄압을 가하지 않았다. 그러나 로마 제국의 설립 이후 그리스식 동성애는 더 이상 쉽게 수용되지 않았고, 대부분의 로마인은 이를 이질적인 그리스 풍습이라 여겼다. 그리스 문화의 영향을 받은 상류 사회에서는 여전히 그리스식 동성애 문화가 일부분 수용된 것으로 보인다. 그리스와 마찬가지로 로마 제국에서도 313년 기독교 공인 전까지 일반적으로 남성간의 성 접촉이 허용되었으나, 기원전 2세기경 스칸티니우스 법에는 시민 소년을 강제로 추행하거나 성인 남성인 시민이 스스로의 의지로 수동적인 위치에서 성 관계를 맺었을 경우 처벌하는 조항이 있었다.
로마 군대 안에서 동성애가 일반적으로 행해졌다는 주장도 있다.
로마 제국기의 유명한 동성애자로는 하드리아누스 황제와 안티누스 등을 들 수 있다.
인도의 고서 《카마수트라》에도 동성간 성교가 묘사되어 있다. 여러 고대 인도 도자기 작품에는 동성애 관계인 신들과 여신들이 표현되어 있으며, 왕과 여왕들의 동성간 사랑 이야기도 구전되었다.
고대 중국의 여러 고서에서는 동성애와 관련된 문장들이 발견된다. 전국책에는 숙적에게 젊은 미남을 보내 유혹하는 계략을 언급하는 대목이 있다.
학자 반광단은 한나라의 거의 모든 황제가 남첩을 두었었다고 말했으며, 사마천 또한 군주들의 남성 반려자에 관한 사료를 남겼다. 특히 애제와 그의 남첩인 동현과의 일화가 유명한데, 그로 인해 성어 단수지폐(斷袖之嬖)는 동성애를 지칭하게 되었다. 3세기 죽림칠현의 완적과 산도의 관계도 널리 알려져 있다. 그들은 긴 세월 동안 서로 평등한 관계를 유지하였으며, 침실을 몰래 엿본 다른 죽림칠현의 한 부인에 따르면 그들이 성적으로도 재능이 있었다고 한다. 3세기 말 유송 시대에는 이성애만큼이나 동성애도 일반적인 사회 현상이었다고 전해진다.

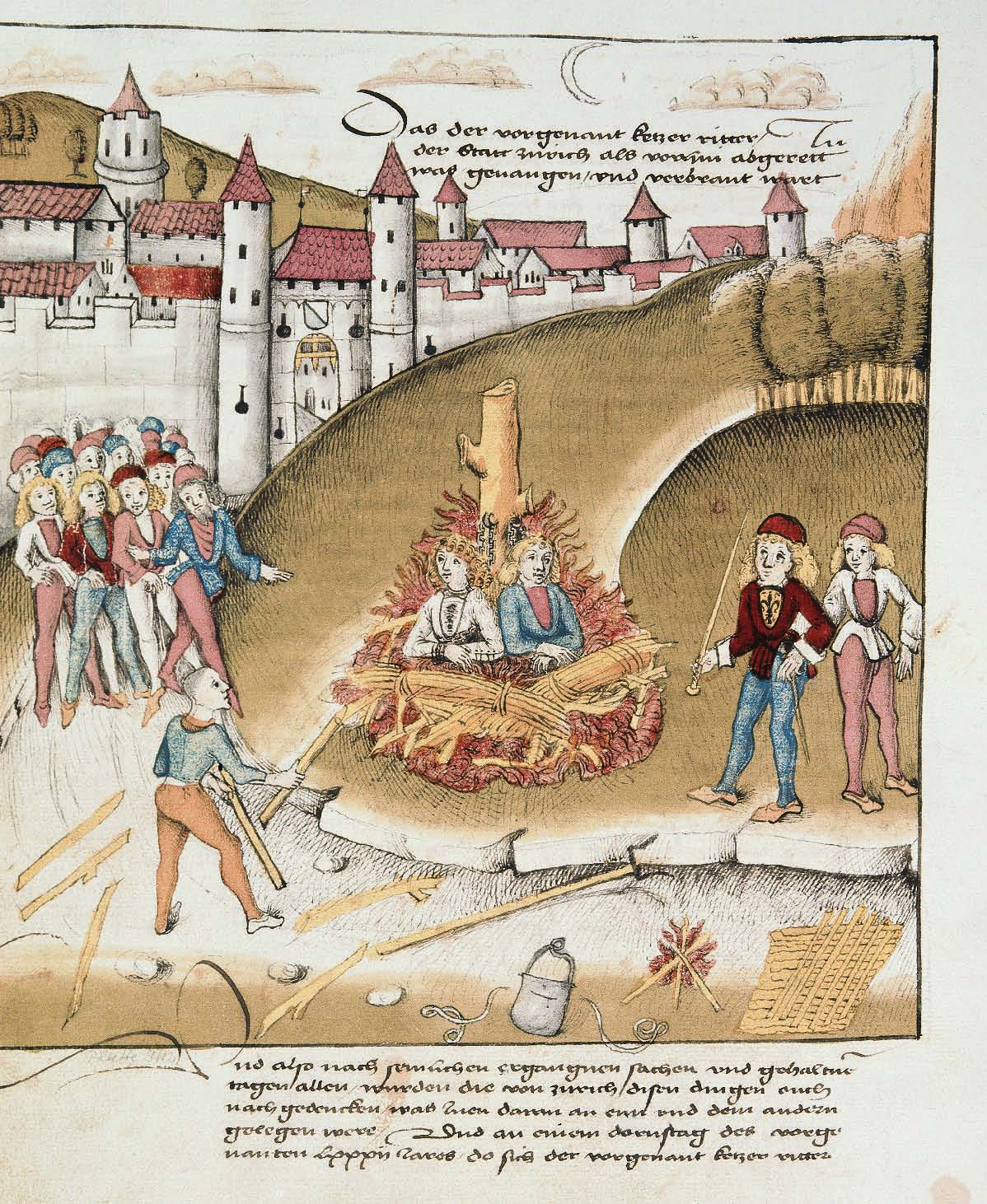
스위스 취리히의 동성애자 화형식(1482년)

### 동성애 박해의 시작

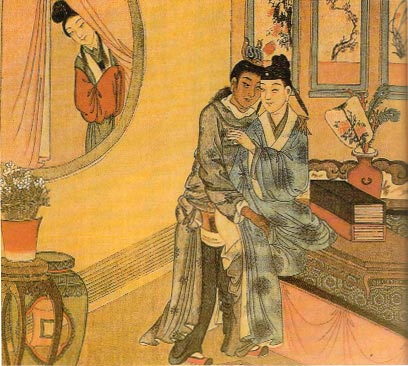
남성커플을 염탐하는 여인, 청나라

313년 밀라노 칙령을 통해 로마 제국에서 기독교가 허용된 이후, 콘스탄티우스 2세의 치하인 342년에 동성애에 대한 처벌이 처음으로 입법되었다. 그러나 이 법은 수동적 위치의 동성애자만을 처벌하는 법이였으므로 기독교 교리와는 큰 관계가 없었다. 성인 남성의 수동적 성교를 비하하던 그리스적 사고의 형법화로 이해할 수 있다. 그리고 4세기에 기독교를 로마의 공식적인 국교로 삼은 테오도시우스 1세는 동성애를 공식적으로 규탄했다. 이후 538년 유스티니아누스 1세 치하에서 “자연에 반하는 행위를 하거나, 자신의 머리칼에 선서를 하거나, 여타의 방식으로 신을 모독하는 자”를 고문을 가한 뒤 화형에 처하도록 규정하면서 계간죄, 소도미 개념이 탄생하였다.
이때부터 동성애는 교회법에 의해 죄악의 일종으로 간주되었다. 동성애는 자위행위나 피임처럼 신이 허용한 성교의 본래 목적인 종족 보존과는 무관한 탐욕적인 성행위내지, 이교도의 우상숭배라는 해석을 하여 성경의 계율을 어긴 범죄로 본 것이다.
그러나 중세 시대 유럽의 이런 분위기 속에서도 동성애가 완전히 사라진 적은 없다. 수도원이나 기사단처럼 남성 중심의 단체에서 동성애 관계가 존재했을 것으로 보인다. 르네상스 시대의 유럽에서도 동성애는 결코 광범위한 사회적 인정을 받은 적은 없으며, 폐쇄적인 궁정 사회와 일부 시민 사회에 비밀리에 이루어지는 정도로 그쳤다. 실제로, 르네상스 시대 대부분의 유럽 국가에서 동성애는 사형에 처해질 수 있는 중죄였다. 르네상스 시대의 수많은 예술가들 중에서는 동성애자 혹은 양성애자로 보이는 인물이 많이 있다. 영국 극작가 셰익스피어와 말로위, 이탈리아 화가 미켈란젤로, 라파엘로, 카라바지오 등이 대표적이다.
영국에서는 올리버 크롬웰 집권기의 시범 실시를 거쳐, 1533년 헨리 8세 재위 중 동성애자를 교수형에 처하는 소도미법을 공포하였다. 1540년 7월에 이 법에 따라 월터 헝거포드 남작이 최초로 사형에 처해졌다. 이 법률은 처벌의 대상을 구체적으로 명시하지 않고 해석에 맡김으로써 동성 간 성행위 및 수간 등에 대한 처벌의 실제 집행은 시대와 사회에 따라 그 정도를 달리하였을 것으로 추정된다. 이 법은 이후 유럽과 제국주의하의 식민지 국가들에도 널리 퍼지게 되었다.
1500년대 아메리카 대륙을 침략한 에스파냐는 많은 원주민들이 공개적이고 자연스러운 동성애 관계를 맺는 다는 사실을 발견하였다. 결국 에스파냐 침략자들은 동성애자들을 탄압하기 시작하였으며 화형, 개에게 먹이로 주는 등의 공개처형을 시행하였다.
중국에서는 당나라 시대에 기독교 문화가 유입되며 동성애에 대한 박해 움직임이 시작되었다. 송나라의 왕조는 남첩을 두었다는 공식 기록이 남은 마지막 왕조가 되었고, 중앙아시아 문화와 불교의 영향으로 사회 전반적으로 성생활을 즐기는 문화가 감퇴되었다. 급격한 도시화로 인한 매춘 활성화를 막기 위해 남창을 법적으로 금지시키기도 하였으나 제대로 행정된 적이 없었다. 명나라 시대의 푸젠 지역은 동성결혼제도가 있었다는 기록이 있을 정도로 여전히 동성애 관계에 대해서 관용적이였다. 명나라의 황제 정덕제가 하미에서 온 이슬람 지도자인 사이드 후세인과 연인 관계였다는 주장이 있다. 중국의 오랜 역사 기간 동안 국가나 사회 차원에서 동성애 박해가 주류를 이루진 못하였고 청나라 후기에 와서야 서구의 동성애 혐오주의가 점차 확대되었다. 결국 청나라는 성매매가 아닌 동성애 관계도 처벌하는 법을 만들었다.
과거 동성애 관계도 문화의 중요한 일부 중 하나였던 많은 멜라네시아 문명 사회들에서도 유럽인들이 기독교를 선교하면서 동성애 혐오주의가 대두하였다.
이슬람학자인 토마스 바우어에 따르면, 꾸란에서 반-동성애적인 문구가 등장함에도 불구하고 이슬람 사회에서는 오랫동안 동성애자들에게 관용적이였다고 한다. 800년대부터 1800년 사이의 아랍-이슬람의 문화 역사에서 동성애 혐오주의는 등장하지 않는다. 이슬람 문예가들은 동성애를 다루는 수많은 작품들을 남겼다. 19세기에 들어서야 서양의 제국주의의 영향으로 근동 지역에서 '비전통적인 성교행위와의 전투'가 시작되었다. 1979년까지 근동이나 북아프리카 지역에서 다른 남성과 동성애적 관계에 있었다는 이유만으로 처벌받은 기록은 한 건도 없다.

### 근대

#### 계간죄 폐지
1791년의 프랑스 혁명 이후 프랑스는 형법에서 최초로 동성애를 처벌 대상에서 제외했다. 이는 동성애, 이단, 마법, 신성 모독 등 모든 "피해자 없는 범죄"를 비범죄화한 것 중 하나로, 피해자가 없으면 범죄도 없다는 개념이다. 1810년의 나폴레옹 형법에도 같은 원칙이 적용되었으며, 그 이후에 프랑스 제1제국과 그와 같은 혈족의 왕들이 유럽을 통치했으므로 유럽 대륙의 대부분 지역에서 동성애가 비범죄화된다.
오스만 제국은 1858년 탄지마트 개혁을 실시하면서 동성애를 합법화하였다.
1861년 잉글랜드 웨일스에서는 동성애 처벌이 사형 대신 징역으로 바뀌었다. 1917년 블라디미르 레닌과 레프 트로츠키가 주도한 러시아 혁명 이후 러시아 역시 동성애를 합법화한다. 그러나 이오시프 스탈린이 정권을 잡은 후 법이 조금씩 개정되어 동성애는 다시 불법이 되었다.
일본은 1872년 동성애를 범죄화하였으나 1880년 프랑스 민법전을 참고하여 형법을 개정함에 따라 다시 합법화되었다.
1957년, "성인 사이에 합의한 사적인 동성 간 성행위는 더 이상 범죄 행위로 취급받으면 안된다"고 주장한 울펜덴 보고서(Wolfenden report)가 영국에서 출판된다.
이후 미국을 포함한 여러 서구 국가들은 동성애를 금지한 법을 폐지한다.

#### 동성애자들이 결집하다
중세 이후 계속된 탄압을 감수해야 했던 동성애자들은 20세기를 즈음하여 활발한 인권 운동을 펼치게 된다. 여기에는 도시와 산업의 발달로 인해 다원적으로 변하고 한층 자유로워진 사회상, 인본주의 의식의 성장에 따른 동성애자 내부의 결집력 강화 등 시대적 상황도 많은 영향을 끼쳤다. 소위 동성애 운동으로 통칭되는 조직적 저항은 차별 철폐라는 성과를 낳았고, 동성애자의 인권 수준이 다소 향상되는 진전을 보이게 된다. 특히, 20세기 중반을 넘기면서부터의 동성애 운동은 서방 세계나 특정 지역에 국한되지 않고, 전 세계적인 변화가 나타난다는 점에서 널리 평가받고 있다.
1897년 5월, 세계 최초의 성소수자 인권 단체인 과학적 인도주의 위원회(독일어: Wissenschaftlich-humanitäres Komitee, WhK)가 마그누스 히르히펠트에 의해 베를린에서 결성된다. 이 단체는 남성 간의 성행위를 금지한 형법 175조(Paragraph(§) 175)의 폐지를 촉구하는 등 LGBT의 법적 박해를 반대하고 사회적 인정을 주장했다.
1924년 8월 8일, 세계 최초의 레즈비언 잡지인 《Die Freundin》(여자친구)의 초간이 베를린에서 간행되어 1933년까지 출판되었다. 이를 출판한 동성애 인권 단체인 인권 연맹(독일어: Bund für Menschenrecht)은 1920년대에 48000명의 동성애자 회원을 갖고 있었다.

#### 홀로코스트
그러나 아돌프 히틀러가 권력을 잡은 이후 유럽 대륙에서 동성애자들은 나치당의 여러 박해 대상 중 하나가 되었고, 결국에는 홀로코스트의 희생자가 되었다. 1933년부터 동성애 단체들은 강제 해산되었고, 동성애나 성에 대한 학술서들은 불태워졌으며, 나치 소속 인물들 중 몇몇은 동성애자라는 혐의로 암살되었다. 나치의 비밀 경찰인 게슈타포는 동성애자들을 기록해 목록으로 만들었고, 그들은 "독일의 성 관습"에 따르도록 강제되었다.
1933년과 1945년 사이에, 약 100,000명의 남성들이 동성애 혐의로 체포되었고, 그 중 50,000명이 징역을 선고받았다.
대부분은 일반 교도소로 보내졌지만, 약 5,000~15,000명은 나치 강제 수용소에 수감되었다. 5,000~15,000명 중 몇 명이나 수용소에서 죽었는 지는 확실하지 않지만, 주요 학자인 뤼디거 라우트만은 강제 수용소에 수감된 동성애자의 사망률이 60%나 됐을 것이라 주장한다. 수용소의 동성애자들은 강간, 생체실험 등 특히나 더 잔혹한 대우를 받았다.
전쟁이 끝난 후에도 수용소의 동성애자에 대한 박해는 대부분 나라에 알려지지 않았다. 일부 동성애자 남성은 나치 정권 때 수집된 증거를 바탕으로 다시 수감되기도 했다. 독일 정부는 1980년대에 이르러서야 박해 행위를 인정했으며, 2002년에는 게이 커뮤니티에 사과했다.
분홍 삼각형은 원래 나치 강제 수용소에서 동성애자를 표시하기 위한 분홍색의 역삼각형 모양이었지만, 1970년대부터 게이 프라이드와 동성애자 권리의 상징으로 사용되어 핫핑크색의 삼각형 모양으로 변했다.

### 현대

#### 스톤월 항쟁

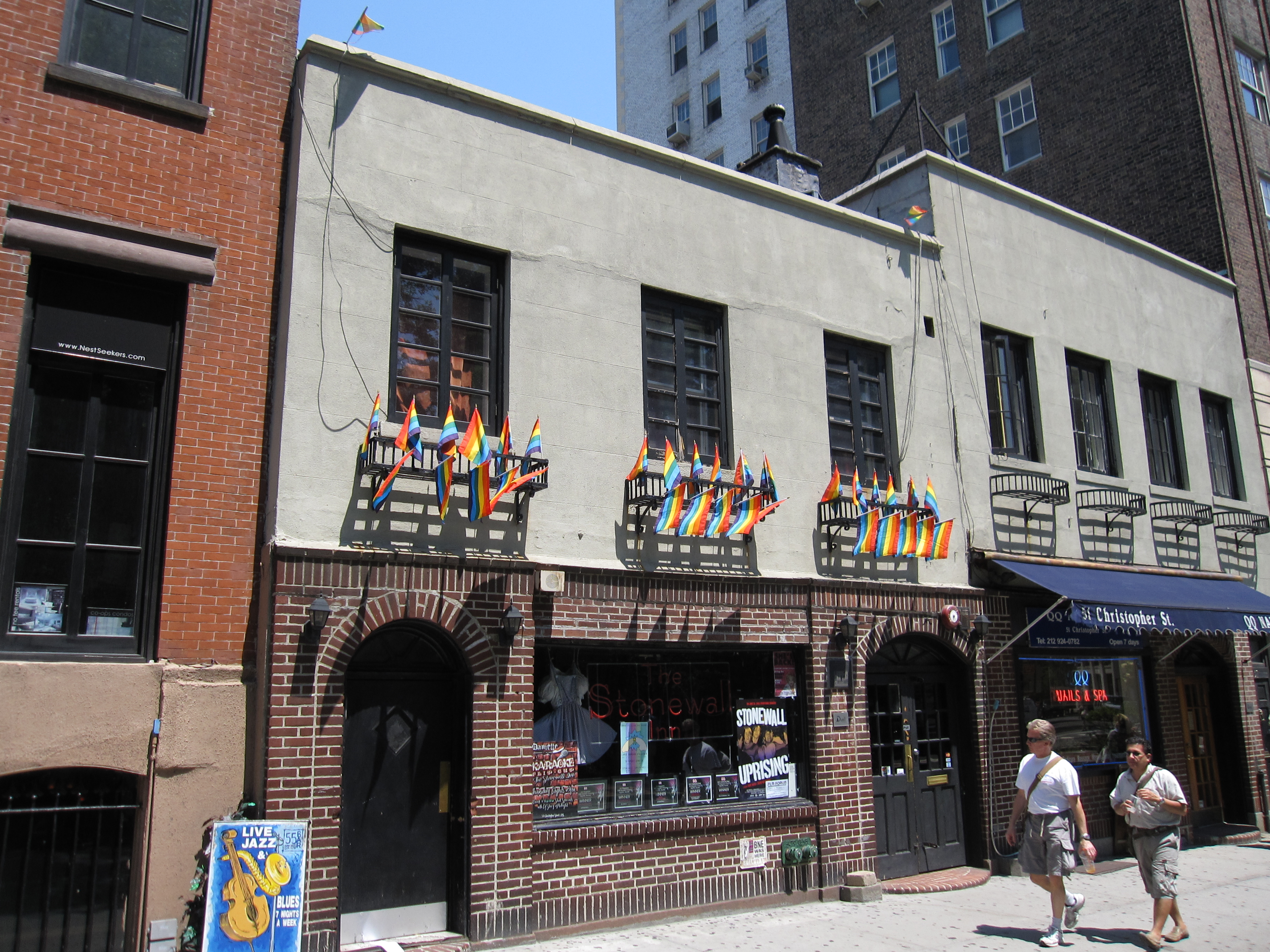
뉴욕 시 맨해튼 구에 위치한 스톤월 항쟁의 발생지, 스톤월 인

1969년, 뉴욕의 동성애자 밀집촌 그리니치빌리지에서 발생한 스톤월 항쟁은 2천여 명의 시민들이 경찰과 대치하며 동성애자에 대한 처우 개선을 요구한 사건이다.
향후 단순한 항쟁이 아닌 20세기 동성애자에 대한 제도적·사회적인 억압과 차별에 항의하여 일어난 인권 운동으로 평가되고 있다.
1969년 6월 28일 오전 1시 20분, 10여 명의 뉴욕 시 경찰이 그리니치 빌리지의 크리스토퍼 가에 위치한 주점 스톤월 인을 급습했다. 불법적 주류 유통 단속을 명분삼아, 당시 위법으로 처벌 대상이었던 동성애자를 체포하는 것이 주 목적이었다. 주점 내부에는 200여 명의 사람들이 있었고, 단속으로 인해 탈출을 시도하는 자가 속출하는 등 혼란이 빚어졌다. 여경은 여성 복장을 한 사람들을 화장실로 데려가 여장 남자를 체포했는데, 상황을 지켜보던 목격자들과 현장에서 풀려난 사람들이 이에 강력히 항의하면서 충돌이 빚어졌다.
이날 아침부터 마찰은 항쟁으로 발전했다. 뉴욕시는 진압을 위해 400여 명의 전투경찰 등 공권력을 투입했고, 인근에 거주하는 일반 시민에게도 무차별 공격을 감행하면서 시위 군중은 점차 늘었다. 항쟁이 소강 상태로 접어든 6월 30일 이후에도, 스톤월 항쟁은 미국 전체의 동성애 집단에 강력한 영향을 주며 각지에서 동성애자 인권 운동이 전개된다.

#### 자긍심 행진
스톤월 항쟁의 1주년을 맞은 1970년 6월 28일, 크리스토퍼 거리 해방의 날은 크리스토퍼 거리에 있는 의회와 센트럴 파크를 뒤덮은 미국 역사 최초의 퀴어퍼레이드가 열린 날로 기록되었다. 동성애자 자긍심 행진이 시작되기 두 시간 전에야 허가가 내려졌지만, 행진 참가자들은 구경꾼들에게 방해를 거의 받지 않았다. 뉴욕 타임즈는 행진 참가자들이 15개 블록의 길을 완전히 점령했다고 1면에 보도했다. 빌리지 보이스의 보도는 긍정적이었다. ‘일 년 전 경찰들의 스톤월 인 급습에서 자라난 진보적인 저항’이라고 보도했다.
동성애자 자긍심 행진은 로스앤젤레스와 시카고에서도 동시에 개최되었다. 그 다음 해에는 보스턴, 댈러스, 밀워키, 런던, 파리, 서베를린 그리고 스톡홀름에서 개최되었다. 1972년에 이르러서는 그 외에도 애틀랜타, 버펄로, 디트로이트, 워싱턴 D.C., 마이애미, 필라델피아, 그리고 샌프란시스코에서도 행진이 열렸다.

#### LGBT 운동
동성애 운동의 전국화는 차별 철폐로 이어졌다. 1969년 미국 코네티컷주가 연방에서 두 번째로 동성애자 차별 조항을 폐기하고, 1972년에는 오하이오주와 하와이주가 뒤를 잇는 등, 많은 주가 여기에 동참한다. 2003년 6월, 미국 연방 대법원은 로런스 대 텍사스 사건에서 "성인 사이에 합의한 비-상업적이고 사적인 동성 간 성행위를 주법으로 금지하는 것은 자유와 사생활을 침해하는데 타당한 이유가 부족하므로 헌법에 위배된다"고 판결한다. 이에 따라 텍사스 등 2003년까지 동성애 처벌을 고수하던 13개 주의 소도미 법 모두가 자동으로 위헌에 해당하게 되었으며, 즉시 효력을 상실하였다.
LGBT라는 단어의 어원인 LGB는 1980년대부터 '게이 커뮤니티'를 대체할 용어로 영미권 국가들에서 사용되기 시작하였다.
1993년, 대한민국 최초의 동성애자 인권모임인 초동회가 결성되었으나, 1994년 초동회에서 남성 동성애자 인권단체인 친구사이와 여성 동성애자 인권단체인 '끼리끼리'로 분리되었다.
PC 통신 내 동성애자 모임들이 활성화되기 시작했으며, 1995년 친구사이에서 활동하던 사람들이 각 대학을 중심으로 동성애자 모임들을 조직하기 시작하여 성소수자 인권운동 단체들이 생겨나게 되었다. 90년대 후반에 들어서 여성 동성애자들이 사회적으로 의미있는 커밍아웃을 하기 시작했다. 1997년 첫 서울퀴어영화제와 대규모 성소수자 집회가 열렸다. 현재의 동성애자인권연대의 전신인 대학동성애자인권연합이 결성되었다.

#### 에이즈 대유행
인간 면역 결핍 바이러스(HIV)의 기원과 첫 감염 경로는 불분명하나, 미국으로 처음 유입된 것은 60년대 후반 70년대 초이다. 인간 면역 결핍 바이러스(HIV-1)는 중앙아프리카, 특히 콩고 민주 공화국에서 아이티를 통해 미국에 도달했다고 믿어진다. 1966년경 콩코 민주 공화국에서 일을 했던 불특정인 혹은 불특정 다수의 아이티인들로 인해 바이러스가 유입되었다고 추정된다. 후천성 면역 결핍 증후군(에이즈)는 잠복기가 매우 길기 때문에 빨리 발견되지 못하였고 전세계 대도시들을 중심으로 널리 퍼지기 시작했다.
에이즈 대유행은 1981년 6월 5일 미국의 질병 통제 예방센터가 로스앤젤레스의 동성애자 남성 5명에게서 발견한 주폐포자충 폐렴이 처음 보고되면서 공식적으로 시작되었다. 이후 18개월 동안 여러 도시의 건강한 남성들에게서 주폐포자충 폐렴과 함께 면역력이 떨어진 환자들에게서 나타나는 카포시 육종, 임파선염과 같은 다른 병들의 증상도 발견되었다. 1982년 6월 한 병인학 연구원은 캘리포니아 남부의 동성애자 남성들에게서 주로 나타난 사례들을 바탕으로 이 병이 성병일 것이라 제안하였으며, 이 증후군은 게이 면역 결핍증이란 이름의 GRID로 불리기 시작했다. 이 기간 동안 병의 원인 및 정체에 대한 불분명함, 전세계적인 유행, 높은 치사율 등과 함께 국제 사회 전반에 병에 대한 공포가 확산되었고, 특히 미국 등에서 에이즈는 동성애자 남성들만 걸리는 병으로 대중들에게 인식되었다.
하지만 곧 질병 통제 예방센터는 감염자 절반 이상이 동성애자 남성이 아님을 알아차렸다. 이 병은 다수의 혈우병 환자, 이성애자인 약물중독자, 아이티 출신 이민자들에게서도 발견되었으며, 주요 감염자군의 앞글자들을 따 4H병이라 불리었다. 1982년 8월이 되어서야 질병 통제 예방 센터는 해당 병을 후천성 면역 결핍 증후군, 즉 AIDS(에이즈)라 공식적으로 명명한다.

#### 법적 권리 획득

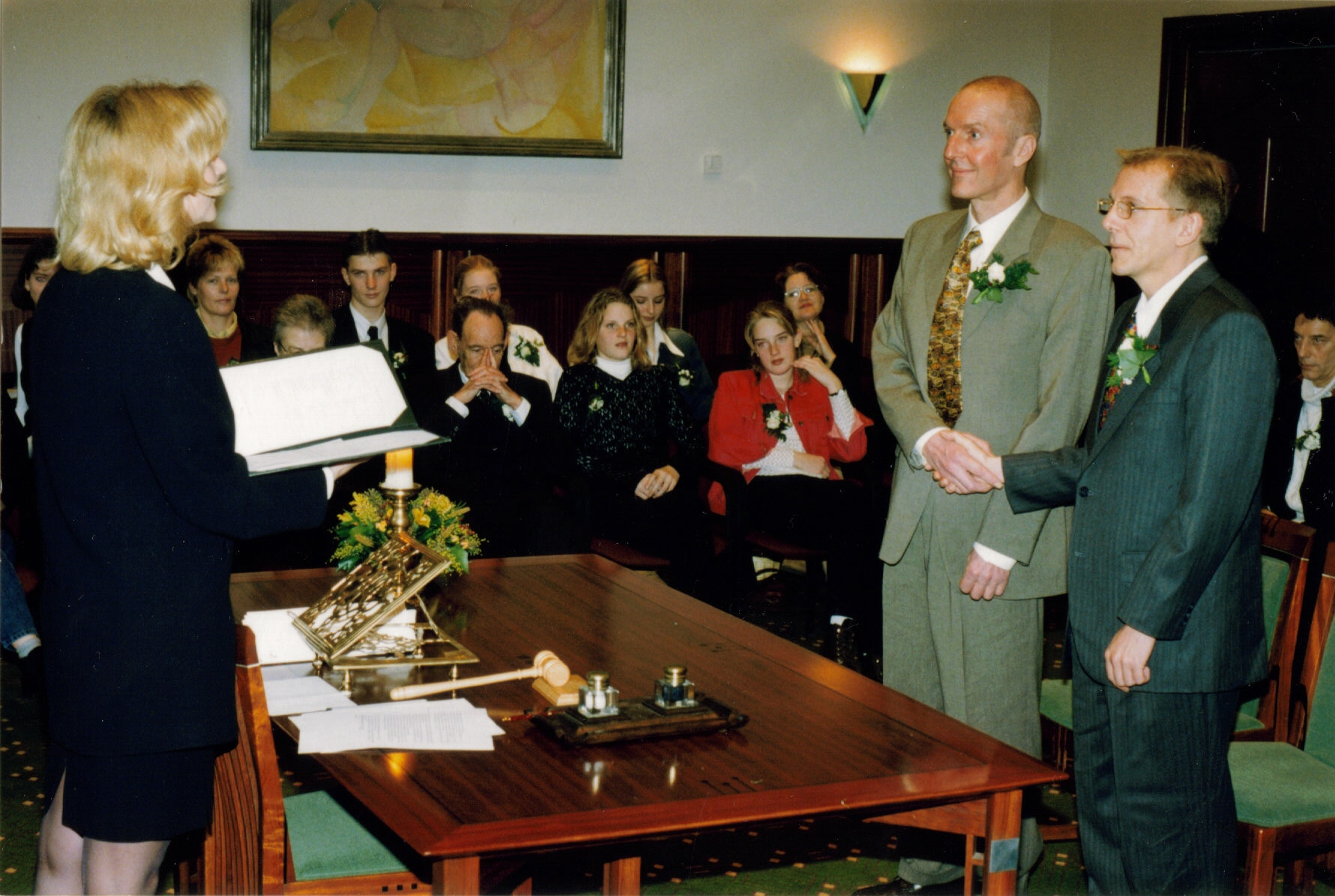
2001년 4월, 동성 결혼이 시행된 네덜란드 암스테르담에서 두 남자가 결혼하고 있다.

1977년 캘리포니아 샌프란시스코의 시의원으로 당선된 하비 밀크는 동성애자의 권리 조례를 제정하는 등 동성애자의 권리 옹호를 위해 노력하였다. 그는 미국의 공직에 선출된 최초의 공개적으로 커밍아웃한 동성애자이다.
같은 해 캐나다의 퀘벡주가 세계 최초로 성적 지향과 성별 정체성을 근거로 한 차별을 금지하는 차별금지법을 입법하였다. 이후 많은 연방제 국가에서 주(州)단위로 차별 금지법이 입안되었다. 국가단위로는 프랑스가 최초로 1985년 성적 지향 등을 근거로 고용 등에 있어서 차별을 금지하는 법을 제정하였다. 이후 100여개 국가가 비슷한 법들을 도입하였다.
대한민국은 2007년부터 차별금지법을 입법하려고 시도하였으나 보수주의 기독교계의 반대로 인해 빈번이 실패하였다. 현재 2012년에 발의된 법안이 대한민국 국회에 계류 중이다.
2011년에 국제 연합 인권 이사회에서는 성소수자에 대한 혐오 범죄와 차별, 성소수자 처벌과 성소수자 권리 증익을 도모할 것을 요구하는 결의안을 채택하였다.
반기문 국제 연합 사무총장 또한 국제 사회의 동성애 처벌 폐지와 성소수자 차별 금지, 성소수자 권리 증익에 힘써줄 것을 촉구했다.
LGBT 운동과 더불어 20세기 후반부터 생물학적, 사회적으로 동일한 성별을 가진 두 사람 사이에 법률상, 사회상으로 이루어지는 결합을 허용하자는 움직임이 일어났다. 처음에는 이성애자 부부와 완벽하게 동일한 권리가 주어지지는 않지만 일부 세제 혜택, 건강 보험, 상속권, 병원에서의 면회권 등이 보장되는 시민결합 혹은 그와 유사한 제도가 1989년 덴마크를 시작으로 노르웨이, 스웨덴 등 여러 나라에 도입되었다.
완전한 권리를 지닌 동성 결혼 제도는 2001년 4월 1일 네덜란드가 세계 최초로 허용하면서 시작되었다. 그 뒤를 이어 벨기에(2003년), 스페인, 캐나다(2005년), 남아프리카 공화국(2006년), 뉴질랜드(2013년), 미국(2015년) 등의 나라에서 동성결혼이 법제화되었다.
2024년 8월 기준으로 35개 나라에서 동성 결혼이 법제화되었으며, 40개 이상의 국가에서 시민 결합 및 사실혼 등의 제도를 시행하고 있다.

## 성(性)과 정체성

### 킨제이 보고서
미국 하버드대학교의 이학 박사인 알프레드 킨제이는 두 차례에 걸친 현대인의 성생활에 관한 연구결과 발표를 통해 성(性)에 대한 논란을 불러일으킨 인물로 유명하다. 1930년대 당시 인디애나대학교 교수로 재직하고 있던 킨제이는 성에 관한 학문적 연구 결과가 절대적으로 부족하다는 것을 발견하고 록펠러 재단의 후원 아래 이와 관련한 연구를 진행한다.
1만여 명의 남녀를 대상으로 조사한 킨제이 보고서에 따르면, 만 20세에서 35세 사이의 백인 남성 중 11.6%가 양성애자에 해당하며, 동일 연령대의 미혼 여성의 7%, 이혼한 여성의 4%도 양성애자에 해당한다. 또한, 만 20세에서 35세 사이의 여성 중 2~6%는 동성애자에 가깝지만 부분적으로 이성애적 성향을, 동일 연령대의 미혼 여성의 1~3%는 절대적 동성애자에 해당한다고 한다.

### 성적 지향과 행동
미국 심리학회와 정신의학회, 사회사업가협회는 성적 지향을 "그저 개인의 특징이 아니며, 단독으로 정의될 수 없다. 오히려, 한 사람의 성적 지향은 함께 있을 때 만족스러운 관계를 맺을 수 있는 사람들의 영역을 정의한다."고 인식한다.
| “ | 성적 지향은 종종 생물학적 성별, 성별 정체성, 나이처럼 개인의 특징처럼 여겨진다. 그러나 성적 지향은 항상 다른 사람과의 관계로부터 정의되기 때문에 이런 관점은 완전치 않다. [...] 성적 지향은 다른 사람과의 행동, 혹은 행동하고픈 욕구에 의해 표현된다. 이는 단순히 손을 잡는 것, 키스 등을 포함한다. 따라서 성적 지향은 사랑, 애착 등 사람의 깊은 욕구를 충족시키기 위한 친밀한 개인관계와 연결된다. 성적 행동 외에도, 이러한 유대는 성적이지 않은 애착, 목표와 가치의 공유, 지지, 전념 등을 포함한다. | ” |

### 커밍아웃

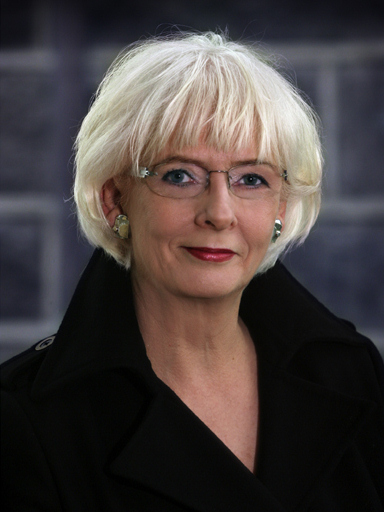
아이슬란드의 전직 총리인 요한나 시귀르다르도티르는 현대사회 최초의 커밍아웃한 동성애자인 정부 수반이다.

커밍아웃은 성적 지향 또는 성별 정체성을 드러내는 것을 의미하며, 심리적 과정으로서 다양하게 설명되며 경험된다.
일반적으로, 커밍아웃은 세가지 단계로 설명된다. 첫 번째 단계는 "스스로 알게 되는 것"으로, 정체성을 자각하게 되며 동성 간 관계에 열려있는 상태다.
이것은 종종 내적인 커밍아웃이라 불린다. 두 번째 단계는 가족, 친구, 동료 등 타인에게 커밍아웃하기로 마음 먹은 것을 말한다. 세 번째 단계는 일반적으로, LGBT로 드러내놓고 살아가는 것이다.
성정체성 발달에 대한 연구에 의하면, "레즈비언, 게이, 양성애자(LGB)의 성정체성 발달은 복잡하며 어려운 과정이다. 민족, 인종 등 다른 소수자 그룹과는 달리, 대부분의 LGB는 비슷한 사람로 이루어진, 정체성에 대해 알려주거나 지지하는 공동체에서 자라지 않는다. 오히려, LGB는 종종 동성애에 대해 무지하거나 공개적으로 적대적인 공동체에서 자라난다."
아웃팅은 타인의 성적 지향이나 성별 정체성에 대해 동의 없이 밝히는 행위를 말한다. 유명한 정치인, 연예인, 군인, 성직자들은 아웃팅 당한 적이 있으며, 그 동기는 악의, 정치적 신념, 도덕적 신념 등으로 다양하다. 많은 LGBT 운동가들은 아웃팅을 전적으로 반대하는 반면, 일부는 자신의 영향력으로 다른 동성애자를 해치려하는 공인들을 아웃팅하도록 장려하기도 한다.

### 성별 정체성
20세기 초 동성애에 대해 글을 쓴 저자들은 동성애가 당사자의 성별과 본능적으로 연결되어 있다고 이해했다. 예를 들면, 여성이 여성에게 매력을 느낀다면 그 사람은 남성스러운 특징을 갖고 있을 것으로 생각했다. 남자의 경우도 마찬가지였다.
그러나, 동성애를 성도착으로서 이해하는 것은 당시에 논쟁을 일으켰다. 20세기 중반을 지나면서 성별 정체성은 성적 지향과 구별되는 현상으로 이해되었다.
트랜스젠더와 시스젠더는 남성, 여성, 혹은 둘 다에게 매력을 느낄 수 있으나, 각각은 서로 다른 성적 지향의 비율을 갖는다. 동성애자, 이성애자, 양성애자는 남성스럽거나 여성스럽거나 혹은 중성적일 수 있다. 또한, 동성애자 커뮤니티의 많은 구성원들과 지지자들은 "이성애자는 성 관습에 순응"하고 "동성애자는 성 관습에 순응하지 않는다"고 생각하는 것을 부정적인 선입견으로 보고 있다. 그러나 연구에 따르면, 다수의 동성애자들이 어린 시절에 성 관습에 순응하지 않았던 것으로 응답했다.

### 동성 간 관계
동성애자는 다양한 방법으로 섹슈얼리티를 표출할 수 있으며, 그 방법이 행동이 될 수도, 아닐 수도 있다.
많은 동성애자들은 같은 성별 정체성을 가진 사람과 성적 관계를 맺는 경우가 우세하다. 다만 일부는 이성, 양성과 관계를 맺거나, 금욕하기도 한다. 설문조사에 따르면 많은 동성애자들이 오랫동안 전념하는 관계를 원하며, 실제로 맺는다고 한다. 예를 들면 40~60%의 게이와 45~80%의 레즈비언이 연애 중이다. 또한 미국의 18~28%의 게이 커플과 8~21%의 레즈비언 커플은 10년 이상 함께 살았다고 한다.
연구에 의하면, 동성 커플과 이성 커플은 관계의 만족도나 전념에 있어서 동등했다. 따라서 성적 지향보다는 성별이나 나이가 관계의 만족도와 전념을 예측하기에 더 적합했다. 또한 동성애자와 이성애자는 연애에 대한 기대와 이상을 비슷하게 공유하는 것으로 나타났다.

## 인구 통계
1948년과 1953년에 공개된 앨프리드 킨제이의 보고에 의하면, 거의 46%의 성인 남성은 살면서 양성에게 성적으로 반응한 적이 있으며, 37%는 적어도 한 번 이상 동성애 경험을 해봤다.
그러나 킨제이의 방법론은 '무작위 표본 추출'이 아닌 '편의 표본 추출'을 사용했기 때문에 존 투키(John Tukey)에 의해 비판받았다.
그 이후의 연구들은 표본의 편향을 제거하려 노력했지만 여전히 비슷한 결론을 얻게 되었다.
사이먼 러베이(Simon LeVay)는 킨제이의 결과를 '인구 연구를 해석할 때 필요한 주의의 예시'로 들었다. 적절한 과학적 방법을 택했음에도 불구하고 사용된 기준에 따라서 꽤 차이가 나는 숫자가 나올 수 있기 때문이다.
주요한 연구들에 따르면, 2~11%의 사람은 살면서 동성과 어떤 형태로든지 성적 접촉을 해본 적이 있다.
동성에게 매력을 느끼거나 성적인 행동을 해봤는지 물어봤을 때는 수치가 16~21%로 높아졌다. 2006년의 연구에서, 20%의 익명의 응답자들은 동성애의 느낌을 받은 적이 있다고 응답했다. 스스로를 동성애자로 인식한 경우는 2~3%이다.
1992년의 연구에서, 6.1%의 영국 남성과 4.1%의 프랑스 남성이 동성애 경험이 있다고 응답했다.
2008년의 설문조사에서, 13%의 영국인이 어떤 형태의 동성 간 성 접촉을 경험했다고 응답했으나 동성애자나 양성애자로 정체화한 경우는 6%이다.
2010년 영국 통계청의 설문 조사에 따르면, 1.5%의 영국인이 동성애자나 양성애자로 정체화했다고 응답했다. 영국 통계청은 "다른 설문 조사들이 0.3~3%의 비율을 보여주는 것과 비슷하다"고 시사했다.
2008년 미국 대선의 출구 조사에 따르면, 4%의 유권자들이 동성애자나 양성애자로 정체화했으며, 이는 2004년의 조사 결과와 동일하다.
2000년 미국 인구조사국에 의하면, 대략 601,209 가구의 결혼하지 않은 동성 파트너가 있다.

## 원인
과학계가 동성애를 비롯 인간에게 여타 성적 지향이 형성되는 생물학적 원인과 환경 요인을 밝히려는 노력은 꾸준히 있어왔다. 생물학적 접근으로 유전학과 호르몬, 태아기의 발절, 두뇌 구조 등이 연구되었다. 사회학적, 심리학적, 초기 자궁 상태 등의 환경 요인들도 검토되었으나, 다수의 과학자들은 매우 복잡한, 본성과 경험간의 간섭 요인으로 인해 성적지향이 형성된다고 생각하며 생물학적인 모델을 선호한다.
미국 소아학회는 2004년 의학 저널 《Pediatrics》을 통해 다음과 같이 발표하였다.
| “ | 성적 지향은 아마도 단순히 한가지의 요인이 아니라 유전, 호르몬, 환경적 영향의 결합으로 인한 것이다. 근 10년간 생물학적 기반의 이론들이 전문가들에게 선호되어왔다. [...] 여전히 인간의 성적 지향의 발생에 관한 여러 논쟁과 불확실성이 존재하지만, 비정상적인 양육이나, 성적 학대 또는 다른 불운한 인생 경험이 성적 지향의 형성에 영향을 준다는 과학적 증거는 존재하지 않는다. 현재 알려진 사실은 성적 지향이 매우 이른 유아기에 형성된다는 것이다. | ” |

미국 심리학회와 미국 정신의학회, 미국사회사업가협회는 2006년 다음과 같이 보도하였다.
| “ | 현재 부모의 성적 지향이 지닌 생물학적, 심리학적, 사회적 영향을 포함한 그 어떤 특정 요인들이 한 개인에게 이성애, 동성애 또는 양성애의 원인이 되는지 과학적 합의점이 존재하지 않는다. 그러나 유효한 증거들은 대다수의 동성애자 성인들이 이성애자 부모에게서 자라며 또한 동성애자 부부의 대다수 자녀들도 이성애자로 자란다는 것을 나타내고 있다. | ” |

마이클 킹 교수는 "성적 지향의 원인과 발달을 연구한 과학자들은 성적 지향이 인생 초기에 형성되며 변화에 저항하는, 하나의 인간 특성이라는 것에 동의할 것이다. 과학적 증거들은 성적 지향이 '선택'이라는 신학적, 사회적 주장에 상반된다."라고 언급하였다.
알리시아 가르시아팔게라스와 딕 스바프는 2010년 연구에서 "태아의 뇌는 임신 기간 동안 테스토스테론의 영향으로 남성쪽으로 발달하거나, 여성쪽으로 발달한다. 이렇게 보자면 우리의 성 정체성과 성적 지향은 자궁에 있을 때부터 우리의 뇌 안에 정해져있는 것이다. 출생 후 환경이 성 정체성이나 성적 지향에 영향을 준 다는 증거는 없다."라고 발표하였다.

### 진화 생물학적 관점
2008년 관련 연구의 저자들은 인간의 성적 지향이 유전적으로 영향을 받는다는 상당한 증거들이 있으나 자녀 생산에 불리한 동성애가 어떻게 지속적으로 인구에 높은 비율로 나타날 수 있는지는 알려져있지 않았다고 언급하며 그들은 이성애자들이 보유하고 있는 동성애 유전자가 자녀 생산에 많은 도움이 되고 있기 때문이라는 가설을 세웠다. 결국 그들의 결론은 동성애 유전자가 이성애자들의 성생활에 도움을 줄지도 모른다며 이것이 진화와 인류에 동성애자가 계속 나타나는지 설명해준다고 제시하였다. 2009년 연구에서도 모계 친척 중에 동성애자가 있는 여성의 출산율이 크게 높다는 것을 발견했다.
동물의 동성애 연구들을 검토해 본 진화 생물학자인 말린 저크와 네이선 베일리는 그들의 저서에서 동성애 성적 행동이 다양한 종들에서 어떻게 적응될 수 있는지에 대한 가설들을 제시하며, 동성애를 출산율 저하와 연관짓는 기본 관념을 비판하였다. 또한 그들은 미래에는 동성애의 원인을 밝히기 보다는 동성애의 진화적 결과들을 연구해야한다고 제안했다.

### 성적 지향 전환 치료
과학과 의학적 연구에 따르면 개인의 성적 지향을 바꿀 수 있다는 어떠한 증거도 존재하지 않는다. 성적 지향 전환, 소위 '동성애 치료'가 효과가 있다고 주장하는 몇몇 종교 단체들은 LGBT 인권 단체 및 과학, 의학계와 갈등 관계에 놓여있다. 보수 종교, 정치계의 지지를 받는 몇몇 개인 및 단체는 동성애를 발달 장애나 영적, 도덕적 타락이라 홍보하며 종교적, 심리학적 치료를 통해 이성애자로 바꿀 수 있다고 주장하나, 행동과학과 사회과학, 의학계는 동성애도 정상적이고 건강한 성적 지향 중 하나이며 병이 아니라고 결론 내리고 있다. 어떤 주류 정신의학계도 '성적 지향 전환 치료'에 대한 허가를 내주지 않으며, 해당 행위의 악영향에 대해 경고하고 있다. 미국 심리학회와 영국 정신과의사 학회는 '성적 지향 전환 치료'에 대해 과학 및 의학적으로 지지해줄 수 없으며, 편견과 차별에 기반한 바보 같은 행위라고 비판하였다. 또한 세계 정신의학 협회도 전환 치료는 비과학적, 비윤리적이며 효과도 없고 유해하기만 하다고 공식 입장을 발표하였다. 또한 성명서에서 성소수자에 대한 차별금지, 인권과 기본권, 시민권 보장, 증오 범죄 처벌법 입법을 촉구하였다. 이에 따라 브라질과 몰타, 미국의 캘리포니아, 뉴저지, 오리건 등이 성적 지향 전환 치료 행위를 금지하고 있으며, 에콰도르와 영국, 미국 연방정부 등 여러 나라에서 금지법 도입을 고려하고 있다.

### 내분비학(en:Endocrinology)적 관점
선천부신과다형성이 있는 만 21 세 초과 여성(Women with en:Congenital adrenal hyperplasia over 21)은 이성애 지향(Heterosexual orientation)이 44%, 이성 성 반응(Heterosexual responsiveness)이 41% 감소한다.[k=10] 선천부신과다형성이 있는 여성(Women with en:Congenital adrenal hyperplasia)은 소년이 대개 선호하는 장난감 활동 및 또래에 대한 관심 수준(Level of interest in toys, activities and playmates usually preferred by boys)을 96%, 아동기 남성 전형적 유희(Male-typical play in childhood)를 95%[r=0.57] 보인다.[k=1] 또한 출생전 남자를 임신한 산모의 스트레스(Prenatal stress during their mother’s pregnancy with men)는 동성애 남성(Homosexual men) 68%나 양성애 남성(Bisexual men) 40%를 낳는다.[n=200] 남성 전형적 활동을 회피하는 동성애나 양성애 소년(Homosexual∨Bisexual boys who avoided male-typical activities) 동성애나 양성애 지향(Homosexual∨Bisexual orientation) 92%를 낳는다.[n=66] 따라서 내분비학적으로 동성애 지향은 선천적인 것으로 나타난다.

## 건강

### 신체 건강
동성과 성교하는 남성(MSM)과 동성과 성교하는 여성(WSW)은 어떤 성 정체성이나 성적 지향과 관계없이 어떤 대상과 성관계를 맺고 있는지만을 나타내는 용어이다. 해당 단어들은 주로 의학 및 사회과학 연구에 사용되고 있는데, 비교군과 대조군은 동성애자와 이성애자로 구분되는 것이 아니라 동성과 성교하는 남성, 이성과 성교하는 남성, 이성과 성교하는 여성, 동성과 성교하는 여성 등으로 구분된다. 하지만 이런 용어들은 성 사회상을 모호하게 만들며, 다양한 성생활의 방식들을 제대로 대변하지 못한다는 단점이 있다며 비판의 대상이 되기도 한다.
콘돔 등을 사용하지 않은 성관계는 동성과 이성 상관없이 구강 및 삽입 성교에서 A형 간염과 성병, 인간 면역 결핍 바이러스(HIV) 전염률을 높이며, 특히 개발도상국가들에서는 선진국보다 HIV 전염률이 약 4에서 10배 높다. 동성 및 이성간 성교 모두에서 항문 성교로 인한 성관계당 HIV 전염률은 약 1.4 ~ 1.7%로, 질 성교의 경우인 0.04 ~ 0.38%, 구강 성교의 경우인 0% ~ 0.04% 보다 높은 편이다. 통계 조사에 의하면 모든 동성애자 남성이 항문 성교를 하는 것은 아니다. 25%에서 33%는 성관계시 항문 성교를 하지 않는다고 답변하였다. 인간면역결핍 바이러스를 포함한 진원류 면역결핍 바이러스(en:Simian immunodeficiency virus)는 [원숭이 고기(en:Monkey meat) 섭취 외에] 남성 동성애 행위 즉 en:Anal–oral sex 등 배설물을 통한 경로(en:Fecal–oral route)나 en:Anal sex 등 직장•곧창자 경로(en:Rectal route)로도 전파된다.
현재 일부 국가들에서는 동성과 성교하는 남성(MSM)의 HIV, 헤파티티스 B형, 그리고 특정한 다른 질병의 감염 확률이 높다는 이유로 혈액기부에 제약을 두고 있다. 성행위로부터 일정 기간이 지난 후에야만 헌혈을 허용하거나, 아예 금지하기도 한다.; 미국 식품의약국의 정책에 의하면 "집단으로서 동성과 성교하는 남성(MSM)은 인간 면역 결핍 바이러스와 헤파티티스 B형 그리고 수혈로 감염될 수 있는 다른 질병에 증가한 위험에 처해있다.".
많은 성소수자 단체들은 기부된 혈액들이 HIV와 간염 등에 대해 전수 검사되고 있음에도 불구하고 동성과 성교하는 남성에 대한 헌혈 규제는 의학적 근거가 없는 편협된 호모포비아적인 발상이라고 주장한다. 특히 시민 결합이나 동성 결혼의 법제화로 단혼주의적 연애관계가 중시됨에 따라 헌혈 규제가 부당한 차별이라는 주장은 더욱 증가하고 있다. 이에 따라 여러 단체와 국가들에서 헌혈 규제를 완화하고 있는 추세에 있다.

### 정신 건강
과거 동성애가 최초로 등장한 의학 보고서에서는 동성애의 근본 원인을 내재된 정신병이라고 생각하여 원인을 찾아내려는 식으로 종종 접근하였다. 또한 동성애자 환자의 정신 건강에 대한 보고서는 우울증, 약물 중독, 자살 등에 집중한 경우가 많았다. 미국 정신의학 협회가 출판하는 정신질환 진단 및 통계 편람의 1952년 제 1판과 1968년 제 2판에서는 동성애를 성격장애의 하나로 분류하였으나, 1970년 학술대회에서 해당 내용이 삭제되었다.
이에 따라 동성애 자체를 정신병으로 보는 시선 대신에, 사회적 배척, 법적 차별, 부정적인 편견과 제한된 사회적 지지가 동성애자들의 정신 건강에 악영향을 끼칠 수 있는 원인으로 제시된다.
동성애에 대한 사회의 부정적 인식에서 비롯된 낙인, 편견과 차별 등은 동성애자와 양성애자들의 정신 건강 장애가 이성애자보다 더 높은 비율로 존재하게끔 한다.
동성애자에 대한 부정적 사회 인식이 최근 몇 십년 동안 줄어듦에 따라, 성소수자의 정신 건강 문제도 감소하였다.

### 동성애자 청소년
연구에 따르면 레즈비언, 게이, 양성애자, 퀴어, 퀘스처너리 청소년은 일반 인구보다 자살시도율과 자살성 사고의 빈도가 높은 것으로 나타났다.
청소년 성소수자는 자살 시도율이 가장 높은 집단 중 하나다.
일부는 이런 자살이 이성애 중심 주의적인 문화와 일상화된 동성애 혐오와 관련되어 있다고 말한다.
특별히 섹슈얼리티나 젠더를 언급하지 않은 경우에도, 많은 자살 사례에서 청소년 성소수자를 향한 집단 괴롭힘은 자살을 부추기는 요소로 나타났다. 또한 중국 등 동북아시아의 가족 중심 사회에서는 성소수자 스스로 자신이 속한 가족 등 집단에 짐이 된다고 여기는 경향이 더 높은 것으로 조사되었다. 가족 수용 프로젝트(The Family Acceptance Project)의 연구는 자식의 성적 지향과 관련한 부모의 수용, 혹은 중립적 자세조차도 자살 시도율을 낮출 수 있다는 것을 입증했다. 연구에 의하면, 청소년기에 가족들에게 심한 배제를 경험한 청소년 성소수자들은, 부모 혹은 부양자에게 배제를 경험하지 않았거나 혹은 낮은 수준의 배제를 경험한 청소년에 비해 자살을 시도할 확률은 8배, 높은 수준의 우울증을 앓고 있을 확률은 6배, 불법 약물을 사용할 확률은 3배, HIV나 다른 성병에 감염될 위험은 3배 높았다.

## 법과 정치
| 동성애 자유 국가 동성결혼 시민결합 타 지역 또는 타 국가에서 올린 동성결혼 인정 연방제 국가에서 상위 정부가 인정함 동성결혼 인정 안함 | 동성애 제한 국가 동성애자 기본권 제한 동성애 처벌을 실질적으로 시행하지 않음 중범죄 종신형 사형 |

많은 나라에서는 일정 나이가 넘은 사람이 서로 합의한 동성 간 성행위를 금지하지 않는다. 유럽과 미주 등의 여러 나라는 동성 연인의 가족 구성을 위해 결혼 등의 동등한 권리, 보호, 특권을 보장하기도 한다.
다른 한편, 중동과 아프리카의 여러 나라에서는 동성애 행위를 불법으로 규정하고 있다. 나이지리아의 일부 지역 또는 이란과 같이 몇몇 근본주의 무슬림 국가에서는 이를 어겼을 시 사형에 처하기도 한다. 다른 여러 무슬림 국가인 바레인, 쿠웨이트, 카타르 등에서도 동성애를 중범죄로 취급하고 있으며, 몇몇 해당 국가에서는 법 조항으로 아예 동성애자들의 입국 자체를 막으려고 시도하고 있으나 입국하려는 개인이 동성애자인지 아닌지 판단할 수 없기 때문에 실질적으로 실행될 가능성은 거의 없다.
제국주의 시절 식민 지배국에 의해 제정된 동성애자 처벌법이 여전히 유지되고 있는 국가들도 여럿 존재한다.

### 동성 결혼
전 세계적으로 네덜란드, 벨기에, 덴마크, 스웨덴, 스페인, 아일랜드, 프랑스와 같은 유럽 국가들과 더불어, 남아공, 뉴질랜드, 미국, 아르헨티나, 우루과이, 캐나다 등 2024년 8월 현재 총 35개 국가에서 동성결혼을 법제화하였다. 독일과 오스트레일리아 등 여러 나라에서 동성결혼을 합법화하려는 움직임을 보이고 있다.
대한민국의 민법은 혼인의 당사자를 남녀만으로 규정하지는 않으나, 실질적으로 동성 간의 혼인은 불가능하다. 헌법 36조 1항의 '혼인과 가족생활은 개인의 존엄과 양성의 평등을 기초로 성립되고 유지되어야 하며, 국가는 이를 보장한다.'는 대목을 혼인은 양성 간에만 가능하다는 뜻으로 해석하기도 하나, 헌법은 권리의 최소치이지 최대치가 아니라는 점을 들어 이를 반박하기도 한다.

### 차별 금지법
대한민국의 국가인권위원회법 제2조 3항의 구체적 차별금지 대상에는 인종, 나이, 학력 등과 함께 성적 지향이 포함되어 있다. 또한 형의 수용 및 군 수용자 처우에 관한 법률에도 '성적 지향'이 명시되어 있다. 국가법령으로 동성애자에 대한 차별을 금지하는 것이다. 또한, 서울과 경기도 학생인권조례, 서울 어린이·청소년인권조례 역시 국가인권위원회법을 준용해 성적지향에 의한 차별 금지를 조례에 명시하고 있다. 그러나 교육, 고용 등에 있어서 성적 지향에 따른 차별을 금지하고 가해자를 처벌하도록 하는 차별금지법안은 2013년 11월 7일 기준으로 국회에 계류 중이며, 2007년, 2010년에 입법이 시도되었지만 무산되었다.
반면, 유럽 연합에서는 '유럽 연합 인권 헌장'에 따라 성적 지향과 성별 정체성에 근거한 어떠한 차별도 불법이다. 캐나다와 호주, 뉴질랜드, 남아프리카공화국, 독일, 이스라엘, 멕시코 등 많은 나라에서 헌법 및 기타 법률로 성적 지향과 성별 정체성에 근거한 차별을 모두 금지하고 있다.
차별 금지법과 별개로 캐나다와 영국 및 여러 나라에서는 공개적 장소에서 성소수자 및 인종을 포함한 특정 사회적 집단에 대해 경멸적 발언을 하는 경우 증오언설(Hate Speech)로 처벌하고 있다.

### 군 복무
동성애자의 군 복무 정책과 태도는 나라 별로 크게 다르다. 어떤 나라는 동성애자, 양성애자 군인이 커밍아웃하며 복무할 수 있으며, 이성애자와 동일한 권리와 특혜를 보장받는다. 많은 국가들은 동성애자와 양성애자의 군 복무를 금지하지도, 지지하지도 않는다. 몇몇 나라는 동성애자의 군 복무를 완전히 금지하기도 한다.
대한민국에서 동성애자가 커밍아웃을 하더라도 강제 전역을 금지하며 복무를 허용하고 있으나, 동성 간 성행위에 대한 처벌 조항이 있어 현재 논란이 있는 상황이다. 군형법 92조의6, 즉 예전에 '계간법'이라 불리던 법은 “항문성교나 그 밖의 추행을 한 사람은 2년 이하의 징역에 처한다.”는 내용이다. 군대 내 이성 간 합의에 의한 성행위가 징계의 대상인 데에 비해 동성 간 성행위는 처벌의 대상으로 규정하는 차별법이다. 군형법 92조를 폐지 또는 개정해야 한다는 비판의 목소리도 높다.
2011년 9월 미군은 "묻지도 말하지도 말라"(Don't ask, don't tell)라는 아웃팅, 커밍아웃 금지 조항을 폐기하여 공개적으로 커밍아웃한 동성애자도 차별 없이 군복무 할 수 있도록 하였으며, 2013년 미국 연방대법원의 결혼보호법 위헌 판결 이후로 미군의 동성 배우자와 자녀에게도 다른 가족과 마찬가지로 동일한 혜택을 부여하고 있다.

## 사회적 측면

2013년 Pew 전 세계 여론 조사: 사회가 동성애를 받아들여야 합니까? "받아들여야 한다"고 응답한 사람의 비율:
81% ~ 90%
71% ~ 80%
61% ~ 70%
51% ~ 60%
41% ~ 50%
31% ~ 40%
21% ~ 30%
11% ~ 20%
1% ~ 10%
자료 없음

| 81% ~ 90% 71% ~ 80% 61% ~ 70% 51% ~ 60% 41% ~ 50% | 31% ~ 40% 21% ~ 30% 11% ~ 20% 1% ~ 10% 자료 없음 |

### 여론
동성애자 등 비-이성애자에 대한 사회적 수용 정도는 아시아와 아프리카에서 제일 낮고, 유럽, 호주, 미주에서 제일 높다. 지난 몇십년 동안 서구 사회는 동성애에 대한 인식이 급격히 수용적으로 변했다.
2013년 퓨 리서치 센터(Pew Research Center)는 동성애에 대한 각국의 인식 조사를 실시했다. 질문은 "사회가 동성애를 받아들여야 합니까?"였다. 2007년에 비해서 동성애에 대한 긍정적 인식이 증가한 나라는 대한민국(18% → 39%), 미국(49% → 60%), 캐나다(70% → 80%) 순이었다.

### 종교
동성애와 종교간의 관계는 시대와 장소에 따라 변화해왔다. 현재 다수 종교는 동성애에 대하여 부정적인 교리를 채택하고 있으며 동성간 성교에만 극한하여 부정하거나 동성애 그 자체를 부정적으로 보기도 한다. 그러나 게이와 레즈비언 등 동성애자들을 완전히 인정하고 받아들이는 종교도 있으며 일부만 인정하기도 한다. 또한 같은 종교 내에서도 교단 등에 따라 동성애에 대한 각기 다른 입장들이 존재하여 자유주의계열의 교단들은 동성결혼도 지지하고 있다. 인류 역사 속 몇몇 종교는 동성애를 신성한 것으로 여기기도 하였다.

## 차별

### 집단 괴롭힘
동성애자를 향한 집단 괴롭힘은 실제 성적 지향이나 성별 정체성과 관계없이 단순히 동성애자나 양성애자, 트랜스젠더로 의심되는 사람에게도 언어적, 신체적 폭력을 가할 수 있다. 1998년 미국 정신 건강(Mental Health America)의 연구에 따르면 미국의 학생들은 동성애자를 모욕하는 욕설을 하루 평균 26번 듣는다. 즉 14분에 한 번 듣는 꼴이다.

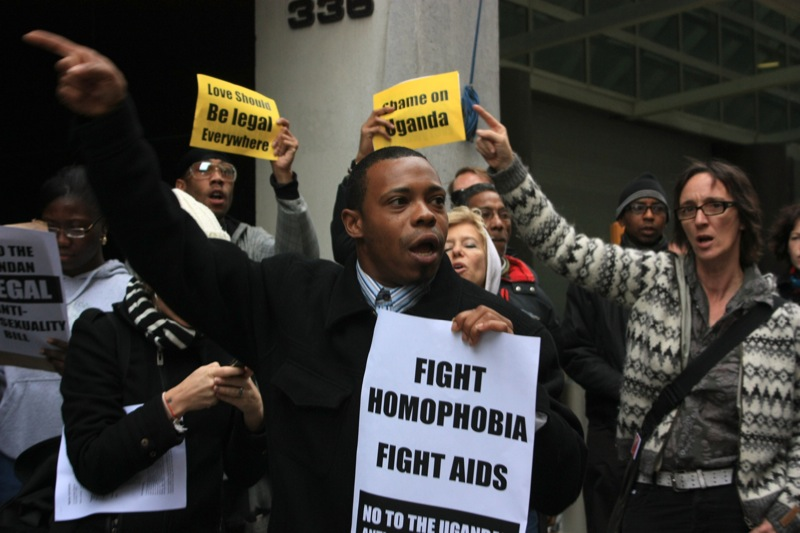
우간다의 반동성애 법안에 반대하기 위해 시위하는 뉴욕 시민.

### 이성애 규범성과 동성애 혐오
많은 문화 가운데, 동성애자는 편견과 차별을 받는 경우가 많다. 다른 소수자와 마찬가지로 동성애자 역시 정형화된 이미지를 갖기 쉽다. 그 원인은 동성애 혐오(호모포비아)와 이성애 규범성에 있는 경우가 많다. 이성애 규범성에는 '모든 사람이 이성애자라고 추정하는 것', '이성 간의 끌림만이 표준이며 그러므로 우월하다고 생각하는 것'이 있다. 동성애 혐오는 동성애자에게 갖는 불쾌한 감정을 의식적으로 자각하여 동성애자를 두려움, 혐오 또는 차별하는 것을 말한다. 이런 혐오가 범죄로 드러났을 때는 증오범죄라고 불린다. 동성애자나 양성애자에 대한 정형화된 이미지는 그들이 연애관계에 있어 불안정하거나 성적으로 난잡할 것이라고 특징짓는다. 그러나 객관화된 과학적 연구에 따르면, 동성애자는 이성애자와 마찬가지로 안정적이며 전념하는 관계를 가질 수 있다.

### 증오범죄
미국 연방수사국(FBI)은 "2011년 집행된 증오범죄의 20.4%는 성적 지향에 대한 편견에 근거한 것"이라고 밝혔다. 미국의 와이오밍주에 거주하던 매튜 셰퍼드는 1998년 20살의 나이에 동성애자라는 이유로 살해당했다.
이 살인 사건은 국제적으로 널리 알려졌다. 그의 장례식장에도 동성애 혐오자들이 단체로 몰려들어 반-동성애 시위를 열었다.
성소수자, 특히 레즈비언은 교정 강간의 표적이 될 수 있다. 교정 강간은 피해자를 이성애자로 전환시킨다는 명분으로 자행되는 성범죄를 말한다.

## 동물의 동성애

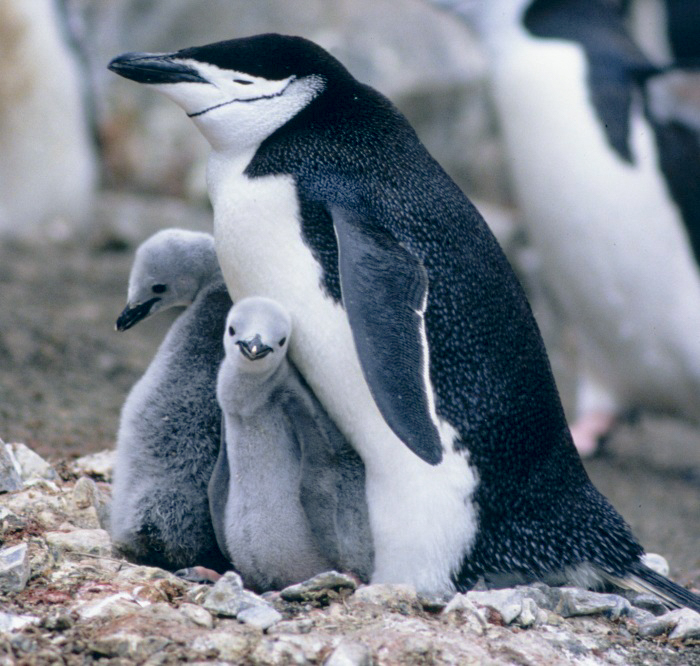
펭귄의 동성애는 동화 《로이와 사일로》로 그려질 정도로 유명하다.

동성애나 양성애, 성전환을 하는 동물들은 자연에 매우 흔하며, 이런 행동은 유혹, 짝짓기, 교감, 양육 등 여러 방면에서 드러난다. 이미 1,500여 종의 동물에게서 이런 습성이 발견되었으며 그 중 500여 종에 대해 활발한 연구가 이루어졌다. 각 동물 종별 동성애 비율은 큰 차이가 있으며, 암컷-수컷간 짝짓기보다 수컷-수컷간 짝짓기가 훨씬 더 높은 빈도로 일어나는 기린과 같이 동성애가 집단 내의 소수가 아닌 다수의 현상일 수도 있다. 돌고래나 사자, 코끼리, 유인원 등 다른 사회적 동물들에서 나타나는 동성애나 양성애는 집단의 결속과 유대감을 강화하여 생존과 양육에 큰 도움이 되는 것으로 연구되고 있다.
갈매기를 연구하는 생물학자들은 상당히 오래전부터 그들 사회에 레즈비언 부부들이 심심찮게 존재한다는 것을 보고해왔다. 서부갈매기의 전체 쌍 중 10~15퍼센트는 암컷 두 마리가 함께 둥지를 틀며 알을 낳고 새끼를 키우는 경우로, 미수정란을 낳거나 단위생식을 통해 알을 낳는 것도 아니다. 살림은 다른 암컷과 차리되 짝짓기는 주변의 수컷들과 하는 방식으로 번식에 성공하는 것이다. 이들은 엄밀하게 말하면 동성애자가 아니라 양성애자이다. 그러다 보니 레즈비언 부부의 둥지에는 보통 다른 둥지에 있는 알의 수보다 두 배의 알이 담겨 있다. 반대로 흑고니나 홍학에서는 전체 쌍 중 25퍼센트 이상이 수컷 두 마리가 함께 둥지를 틀며 다른 암컷을 통해 알을 낳고 새끼를 키우는 경우이다. 두 수컷에게서 자란 새끼는 다른 새끼들보다 생존율이 더 높은데, 외부 침입으로부터 더 효과적으로 방어할 수 있기 때문인 것으로 보인다. 흔히 동성애와 번식 불능을 연결하지만 동물은 물론이고 여러 문화권의 인간 사회에서도 이 관계는 종종 성립하지 않는다.

## 같이 보기
- 대한민국의 성소수자

## 참고 자료
- Bagemihl, Bruce (1999). 《Biological Exuberance: Animal Homosexuality and Natural Diversity》. St. Martin's Press. ISBN 0-312-19239-8.